# Benedikt Würth
Pour les articles homonymes, voir Würth.
Benedikt Würth, né le 20 janvier 1968 à Saint-Gall (originaire de Berg et Rapperswil-Jona), est une personnalité politique suisse du canton de Saint-Gall, membre du Centre.
Il est conseiller d'État d'avril 2011 à mai 2020 et député au Conseil des États depuis juin 2019.

## Biographie
Benedikt Würth naît le 20 janvier 1968 à Saint-Gall. Il est originaire de deux autres communes du canton, Berg et Rapperswil-Jona. Il grandit à Mörschwil. Il est le septième enfant d'une famille nombreuse.
Il fréquente le gymnase de Friedberg à Gossau (SG), puis étudie le droit à l'Université de Saint-Gall, où il décroche une licence. Il y obtient également une maîtrise de troisième cycle en droit international et européen des affaires.
Il est secrétaire du Parti démocrate-chrétien (PDC) de 1994 à 1996, puis collaborateur personnel chef du département des finances du canton de Saint-Gall, le PDC Peter Schönenberger, jusqu'en 1998,. Il travaille ensuite deux années comme conseiller en gestion auprès de la société fiduciaire Treuhand, où il est chef suppléant du domaine des entreprises publiques et membre de la direction.
Il a le grade de caporal à l’armée.
Il est marié et père de deux enfants, nés en 2003 et 2005. Il vit à Rapperswil-Jona.

## Parcours politique
Il est élu en 1996 au Conseil cantonal de Saint-Gall, où il siège jusqu'en 2020. Il préside le groupe PDC de juin 2008 à janvier 2011.
En 2000, il est élu maire de Jona et préside le comité chargé de la fusion des communes de Rapperswil et Jona, puis préside de 2007 à 2011 la nouvelle commune fusionnée de Rapperswil-Jona.
En 2011, il est élu au gouvernement du canton de Saint-Gall, où il succède à Josef Keller. Il entre en fonction le 1er avril 2011 et prend la tête du département de l'économie. Il préside le gouvernement en 2015-2016. En 2016, il reprend le département des finances. Il préside la Conférence des directeurs cantonaux des finances à partir de 2017.
Le 19 mai 2019, il est élu au Conseil des États après l'accession de Karin Keller-Sutter au Conseil fédéral. Il est réélu au second tour en 2019, après avoir manqué de seulement 501 voix la majorité absolue au premier, et au premier tour en 2023. Il siège au sein de la Commission de la science, de l'éducation et de la culture (CSEC) et, depuis sa première réélection, également au sein de la Commission de politique extérieure (CPE) et de la Commission des finances (CdF).
Il est cité en janvier 2025 comme l'un des favoris pour succéder à Viola Amherd au Conseil fédéral, mais il annonce ne pas être candidat.

### Positionnement politique
Il se situe au centre droit et défend des valeurs assez conservatrices.

### Autres mandats
Il préside la Fondation ch pour la collaboration confédérale d'août 2013 à janvier 2017. Son prédécesseur est Christian Wanner et son successeur Pascal Broulis,.